# 西武狭山線
狭山線（さやません）は、埼玉県所沢市の西所沢駅から同市の西武球場前駅までを結ぶ西武鉄道の鉄道路線である。全線にわたって所沢市内を走行する。駅ナンバリングで使われる路線記号はSI。

## 路線データ
- 路線距離（営業キロ）：4.2 km
- 軌間：1,067 mm
- 駅数：3駅（起終点駅含む）
- 複線区間：なし（単線）
- 電化区間：全線（直流1,500 V架空電車線方式）
- 最高速度：95 km/h[1]

## 歴史
この路線は、現在の西武鉄道の前身である武蔵野鉄道によって1929年に開業した。戦時中に不要不急線として休止となったが、戦後の1951年に復活した。
1978年には終点の狭山湖駅（現：西武球場前駅）付近に存在した「西武園球場」がプロ野球・西武ライオンズの本拠地となる「西武ライオンズ球場」（現：ベルーナドーム）として新設に近い形でリニューアルされることとなり、同球場へのアクセス路線として大改良が実施された。
- 1929年（昭和4年）5月1日 - 武蔵野鉄道山口線西所沢 - 村山公園（注1）間(4.8km)開業（直流1200V）
- 1933年（昭和8年）3月1日 - 上山口駅（かみやまぐち）を山口貯水池駅に、村山公園駅を村山貯水池際駅に改称
- 1941年（昭和16年）4月1日 - 山口貯水池駅を上山口駅に、村山貯水池際駅を村山駅に改称
- 1944年（昭和19年）2月28日 - 西所沢 - 村山間休止
- 1951年（昭和26年）10月7日 - 西所沢 - 狭山湖間再開、狭山線に改称。狭山湖駅移設(-0.3km)。気動車で運転再開（注2）。
- 1952年（昭和27年）3月21日 - 再電化（直流1500V）
- 1954年（昭和29年）10月10日 - 休止中の下山口駅（しもやまぐち）と上山口駅を廃止
- 1976年（昭和51年）6月4日 - 下山口駅再開業
- 1978年（昭和53年）11月30日 - 狭山湖駅移設 (-0.3km)
- 1979年（昭和54年）3月25日 - 狭山湖駅を西武球場前駅に改称[2]。
- 2010年（平成22年）3月6日 - 池袋線に直通する定期列車設定。日中の運転間隔が20分から15分と高頻度化。
- 2022年（令和4年）3月12日 - 日中の運転間隔が15分から20分に戻る。

（注1）村山公園駅は、村山貯水池際→村山→狭山湖→西武球場前と改称している（詳細は西武球場前駅も参照のこと）。
（注2）再開時に西所沢 - 村山公園間にあった下山口駅と上山口駅は復活しなかったが、1976年6月に下山口駅が復活した。上山口駅は1954年10月に休止されたまま廃止となっている。

## 運転
朝5時台から夜23時台の運行である。

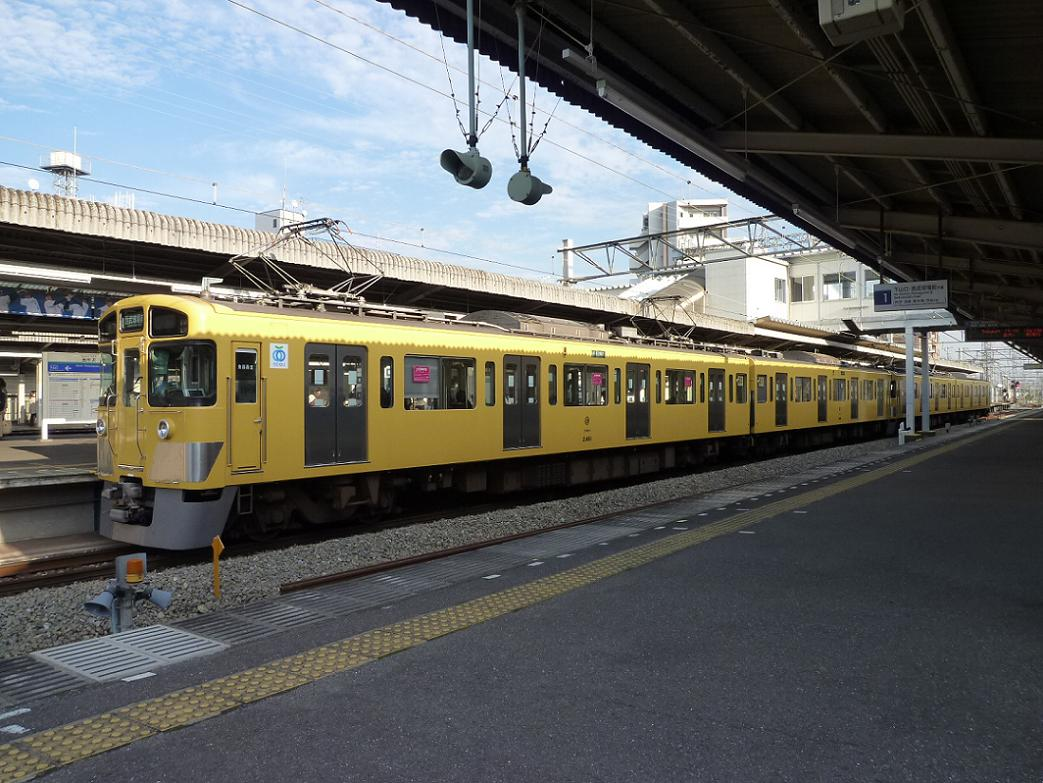
線内折り返し運用につく2461編成+2463編成（2010年11月、西所沢駅）。

2019年3月16日改正時点のダイヤでは、西武球場前発の上りの場合、平日は早朝が20分間隔、7時から9時台は10分間隔、以後は15分間隔で運転されており、すべてが線内運転の各駅停車（各停）である。土休日は始発から9時台が20分間隔、以後は15分間隔で運転されており、12時以降から15時台に毎時1本が池袋線池袋行きの準急、16時から22時台まで毎時2本が池袋線池袋行きの準急または普通となり、23時台に保谷行きが1本ある。下りも運転間隔は上りとほぼ同じであるが、平日は池袋8時58分発西武球場前9時56分着と池袋15時42分発西武球場前16時39分の2本のみが池袋線との直通となっている。土休日は、9時台以降21時台まで池袋からの直通が準急または普通で運行されている。なお所沢始発の直通も1本運転されている。所要時間は線内6分（各駅停車）である。日中の線内運転の各駅停車と、西所沢駅での池袋線接続は、急行の運転間隔が等間隔でないこともあり、急行にすぐに接続するのは4本中1本（西所沢39分着が45分発の急行に接続）である。
線内運転列車には新2000系の4両編成が使用され、場合によっては2両編成を2本連結した編成が入ることもある。かつては新101系の運用のみであったが、2010年度に新101系の243編成（4両編成）と275編成（2両編成）が廃車されたことで池袋線所属の101系が減少し、新2000系4両編成や2両編成を2本連結した列車も線内運転の運用に入るようになり、2012年12月をもってワンマン車以外の新101系・301系が運用を終了したことにより狭山線からは撤退した。2021年2月よりワンマン車の263編成が小手指車両基地に転属された後に運行を開始した。約8年振りの新101系による営業運転復活となる。
2010年3月6日のダイヤ改正から池袋線直通の準急・快速（土休日のみ）が日中に定期ダイヤで設定されたが、2012年6月30日のダイヤ改正で平日の下り1本、土休日の準急折り返しの一部と16・17時台以外は池袋駅発着の各駅停車や線内運転列車へ変更された。2018年3月10日のダイヤ改正で、土休日14・15時台の西武球場前駅発池袋駅着の各駅停車のうち1本（計2本）が準急に格上げされた。
2018年3月9日までは平日にも池袋線池袋駅発着の各駅停車が設定されていたが、2018年3月10日のダイヤ改正よりそれらの多くが線内運転となり、2019年3月16日改正時点で平日の池袋線池袋駅発着の各駅停車は下り2本のみとなった。

### イベント開催時の運転
ベルーナドームでのプロ野球の試合や各種イベント開催時の運転は以下のように行われる。この場合、通常の池袋線直通列車に加え、池袋線・新宿線直通臨時列車が設定される。これは阪神電気鉄道の施策を参考にしたと言われている 。
2009年7月2日に西武ドームで行われた西武対ロッテ戦では試合時間が5時間42分に及んだため、試合終了前にその日の最終列車の発車時刻を過ぎた。そこで西武鉄道側は急遽西所沢行きの臨時列車3本を運行したものの、池袋方面への接続がなかったこともありすべての観客が帰ることはできず、翌朝の始発列車まで現地付近で夜を明かしたファンもいた。

#### 池袋線・東京メトロ線・東急線・みなとみらい線方面直通列車
池袋駅発着で各駅停車をはじめ準急（平日ナイター、下りのみ）・快速のほか、1998年3月26日からは東京メトロ有楽町線新木場駅発着、2013年3月16日からみなとみらい線元町・中華街駅発着で東急東横線・東京メトロ副都心線を経由して運転されている。試合終了後も池袋行きのほか有楽町線・副都心線直通列車が数本運転される。また、野球開催時には臨時特急「ドーム」が1往復運転されるほか、コンサートなどのイベント開催時にも臨時列車や団体専用列車が設定される場合がある。
池袋発の直通列車は大半が各駅停車の保谷行き、準急や快速は所沢行き、新木場発の直通列車は所沢行きをそれぞれ西武球場前行きとして延長運転する形で運行されている。また、平日ナイターの快速飯能行きは西武球場前行きに変更し、所沢発で飯能行きの区間列車に接続する。また、2013年3月16日改正で新たに東横線・副都心線から元町・中華街発の快速急行小手指行きが設定された。こちらは行先を西武球場前行きに変更した上で西武線内を快速として運転し、ひばりヶ丘駅で同駅始発の臨時快速急行小手指行きに接続している。そのため所定のひばりヶ丘駅で東横線・副都心線からの快速急行を待ち合わせる新木場発各停小手指行きは、清瀬駅でひばりヶ丘発臨時快速急行小手指行きに抜かれる形態がとられている。該当する列車には、西武時刻表第25号で記述されている。2013年3月16日のダイヤ改正では、土休日の夕方に所沢発が2本設定されている。なお、2019年3月16日実施のダイヤ改正で、土休日ダイヤの運行形態が見直され、夕方・夜間にも西武球場前駅発着が増加されたほか、ダイヤの見直しに伴い新木場発各停小手指行きと快速急行小手指行き（臨時運転時は快速西武球場前行き）の接続駅がひばりヶ丘駅から石神井公園駅に変更された。2020年3月14日改正で接続駅は再びひばりヶ丘駅に戻されているが、待避駅の変更について時刻表に記述は無い。
運転される際には、短時間に集中する乗客の便を図るため、多くが10両編成（一部は8両編成）の列車を使用する。有楽町線・副都心線からの列車は東京メトロ・東急・横浜高速鉄道の車両で運転されることもあり、車内自動放送などもそれに対応している（東京メトロ線内での西武球場前行駅構内放送も対応）。中には東京メトロまたは東急の運行番号を用いて6000系が充当されることもある。
2001年12月15日のダイヤ改正まで快速（1980年頃には平日ナイター時の上り準急や臨時上り各停の一部も）は下山口駅を通過していた（現在は快速が停車している練馬駅も通過していた）。
2001年12月15日のダイヤ改正以前は多数の臨時列車運転パターンを用意しておき、試合終了時刻（及び試合中止決定時刻）に合わせてパターンを指定して臨時列車を運転するというパターン輸送を行っていたが、以降は予め野球開催時のみ運転の臨時列車を設定し、それで対処していた。2010年3月6日のダイヤ改正により、試合終了時刻に合わせて臨時電車を運転する方式が8年3か月ぶりに復活することになり、池袋行きについては、臨時列車として初の急行が運転された。
現在では臨時列車には「試合終了時刻に関係なく運転される列車」と「試合終了時刻に合わせて運転される列車」の2種類があり、時刻表の野球開催日時刻にもその記述がある。前者はメトロ線直通と新宿線直通の全列車と、特急「ドーム」、保谷行きの各停1本、土休日(デーゲーム・ナイター共に)の池袋行き各停2本である。後者には池袋行きの急行と快速があり、さらに平日ナイター時には西所沢行を清瀬行きと保谷行きに延長する各停がある。
保谷行きの各停は、2012年のダイヤ改正まで保谷駅の配線上、ひばりヶ丘行きとして運転されていた。
土休日デーゲーム開催時中は、池袋線直通列車の一部を本川越発着に使用する新宿線所属車両の間合い運用で運行している。

#### 新宿線直通列車
2022年3月現在は本川越駅 - 西武球場前駅間の1往復で、各駅停車として運転される。かつては西武新宿駅方面からも臨時列車を走らせていたが、2022年3月のダイヤ改正より、所沢駅付近の道路工事に伴い同駅連絡線の使用を停止しているため、運行が休止されている。
2018年3月9日まで土休日のナイター開催に運転される西武新宿駅行きは準急であったが、2018年3月10日のダイヤ改正から急行に格上げされた。
かつては西武新宿発の準急田無行きの延長運転や快速急行（停車駅は西武新宿駅 - 田無駅間の急行停車駅と小平駅・東村山駅・所沢駅・西所沢駅・西武球場前駅）、上石神井行きの各停の運転を行っていた。1980年3月17日改正号である『西武時刻表』第2号に掲載されている時刻表によれば、上石神井行きの各停を含め新宿線直通列車は全て下山口駅を通過していた。
2007年3月5日以前は西武新宿駅発着が2往復設定されていたが、翌6日のダイヤ改正以降は1往復が前記の本川越駅発着の列車に変更されている。2010年3月6日のダイヤ改正以降は、試合終了時の新宿線への直通列車はパターン輸送の対象から外されている。

## 旅客案内
池袋線車内自動放送における当路線への乗り換え案内は、2008年6月13日まで「下山口・西武球場前、山口線、西武園ゆうえんち方面においでのお客様はお乗り換えください」であったが、翌14日の東京メトロ副都心線開業によるダイヤ改正から「狭山線はお乗り換えください」と路線名で案内されるようになった。

## 使用車両

### 現在の車両
使用される車両は以下の通り。他社車両は野球開催時など特定の日以外は走らない。
- 自社車両
  - 新101系 - ワンマン運転対応車のみ。線内折り返し運用で主に使用される。
  - 2000系
  - 4000系 - 団体列車のみ。
  - 6000系
  - 10000系 - 臨時特急「ドーム」、団体列車のみ。
  - 001系 - 臨時特急「ドーム」、団体列車のみ。
  - 20000系
  - 30000系
  - 40000系
- 他社車両
  - 東京メトロ10000系 - 原則10両編成のみ
  - 東京メトロ17000系 - 原則10両編成のみ、8両編成は代走時のみ
  - 東急5050系 - 原則8両編成のみ、10両編成は代走時のみ
  - 横浜高速鉄道Y500系

### 過去の車両
- 自社車両 - 501系以前の17m車は省略。
  - 501系
  - 451系
  - 551系・571系
  - 601系
  - 701系・801系
  - 411系
  - 旧101系
  - 301系
  - 3000系
  - 5000系 - 臨時特急のみ。　　　　　　　　　　　　　　　　　
  - 9000系
- 他社車両
  - 東京メトロ07系 - 小竹向原駅にホームドアが設置されたため、有楽町線での運用、池袋線・狭山線への直通運転がいずれもできなくなり、現在は全編成が東西線へ転属されている。
  - 東京メトロ7000系 - 10両編成は新木場発と元町・中華街発（土休日デーゲーム時のみ）に、8両編成は西武球場前発元町・中華街行きとその送り込み運用である西所沢始発西武球場前行きに充当されていたが、2022年4月をもって定期運用が終了し、狭山線での運用も終了している。

### 導入予定の車両
- 自社車両
  - 東急9000系（西武での形式は未定） - 2025年度より「サステナ車両」として東急電鉄より譲渡を受け、本路線にも導入予定[19]。

## 駅一覧
- 全駅埼玉県所沢市内に所在。
- 特急はプロ野球開催日や各種イベント開催時のみの運転（詳細は上記参照）。準急・快速・急行は各駅に停車。
- 西所沢駅までの営業キロは、池袋から27.2km、小竹向原から23.8km、所沢から2.4km。
- 線路（狭山線内は全線単線） … ◇・∨・∧：列車交換可能
- 駅番号は2013年3月までに順次導入された[20]。

凡例
●：停車、｜：通過
| 駅番号 | 駅名         | 駅間キロ | 累計キロ | 特急 | 接続路線                                          | 線路 |
| ------ | ------------ | -------- | -------- | ---- | ------------------------------------------------- | ---- |
| SI18   | 西所沢駅     | -        | 0.0      | ｜   | 西武鉄道： 池袋線（一部の列車は池袋方面直通運転） | ∨    |
| SI40   | 下山口駅     | 1.8      | 1.8      | ｜   |                                                   | ◇    |
| SI41   | 西武球場前駅 | 2.4      | 4.2      | ●    | 西武鉄道： 山口線 (SY03)                          | ∧    |

- かつては快速急行も運行されていたが、1998年3月26日のダイヤ改正で廃止されている。
- 狭山線の駅は起終点駅含めて全て遠隔対応駅。

### 廃駅
- 上山口駅（かみやまぐち）（下山口 - 西武球場前間 1929年5月1日開業・1944年2月28日休止・1954年10月10日廃止）

## 当路線が登場する映像作品
- ぶらり途中下車の旅（山田五郎） - 2010年7月17日新宿線の回で登場[21]。